# 신유나 (레이싱 모델)
신유나(1990년 2월 22일~)는 대한민국의 레이싱모델이다.

## 학력
- 중원대학교 골프과학과

## 경력
- 2013년 제1회 튜닝카 경진대회 레이싱모델
- 2014년 부산국제모터쇼 튜닝 페스티벌 레이싱모델
- 2014년 미스디카 아웃도어 모터쇼 레이싱모델
- 2014년 폭스바겐 마이스터모스터 레이싱모델
- 2017년 서울모터쇼 르노삼성 레이싱모델

## 수상
- 2014년 한국 레이싱모델 어워즈 베스트 탤런트상
- 2015년 한국 레이싱모델 어워즈 신인유망주상